# Окладненское сельское поселение
Окла́дненское се́льское поселе́ние — муниципальное образование в составе Урюпинского района Волгоградской области.
Административный центр — хутор Окладненский.

## История
Окладненское сельское поселение образовано 30 марта 2005 года в соответствии с Законом Волгоградской области № 1037-ОД.

## Население
| 2010 | 2012 | 2013 | 2014 | 2015 | 2016 | 2017 |
| ---- | ---- | ---- | ---- | ---- | ---- | ---- |
| 939  | ↗942 | ↘936 | ↘919 | ↘909 | ↘903 | ↗906 |
| 2018 | 2019 | 2020 | 2021 |      |      |      |
| ↘900 | ↘879 | ↘871 | ↘867 |      |      |      |

## Состав сельского поселения
| № | Населённый пункт | Тип населённого пункта        | Население |
| - | ---------------- | ----------------------------- | --------- |
| 1 | Долгий           | хутор                         | 560       |
| 2 | Зелёный          | хутор                         | 46        |
| 3 | Окладненский     | хутор, административный центр | 263       |
| 4 | Федотовский      | хутор                         | 70        |